# جبل القراعة
جبل القرّاعة هو مرتفع تبلغ قمّته 856 مترا، يقع بقرية دجبة التّابعة لمدينة تيبار بولاية باجة . 

يحتوي الجبل على قبور جلموديّة عائدة إلى العصر الحجري كما يحتوي على عدّة مخلّفات تعود للحضارات اللّوبيّة و البربريّة و الرّومانيّة مثل القبور اللوبية و مغارة تسمّى بمغارة 'كريز' ، و التي يُقال أنّها تؤدّي إلى ما لا نهاية كما يُقال أنّها كانت معبرا أو ممرّا سريّا لمقام أهل الكهف.

## مقالات ذات صلة
- قائمة جبال تونس
- جبل الشعانبي